# Рождество Богородично (Ратае)
„Рождество Богородично“ (на сръбски: Храм Рождества Пресвете Богородице) е православна църква във вранското село Ратае, югоизточната част на Сърбия. Част е от Вранската епархия на Сръбската православна църква.

## История
Храмът е гробищен и е разположен на границата на селата Ратае, Църни Луг и Ристовац. Църквата е изградена на основите на стар храм в 1870 година с разходите на ктиторите Стаменко Павлович, Стефан Ивкович и Стойко Стойкович, както и на селяните от Ратае, Бок, Църни Луг, Долно Жабско и Ристовац при свещеник Димитър Попович от Булесовце. Църквата е осветена на 23 август 1906 година от епископ Никанор Нишки. Ктиторският надпис гласи: „У ИМЕ СВЕТЕ ТРОЈИЦЕ ОЦА И СИНА И СВЕТОГА ДУХА ПОДИГНУТ ЈЕ ОВАЈ ХРАМ НА СТАРОМ ТЕМЕЉУ ЗА ВЛАДЕ ТУРСКЕ У ГОДИНИ 1870. ТРУДОМ И О ТРОШКУ ПОБОЖНИХ ТУТОРА СТАМЕНКА ПАВЛОВИЋА, СТЕВАНА ИВАНОВИЋА ИЗ РАТАЈЕ И СТОЈКА СТОЈКОВИЋА ИЗ ЦРНИ ЛУГ И ХРИШЋАНА СЕЛА РАТАЈЕ, АЛЕКСАНДРОВАЦ, ЦРНИ ЛУГ И ДОЊЕ ЖАПСКО И СВЕШТЕНИКА ДИМИТРИЈА ПОПОВИЋА ИЗ БУЉЕСОВЦЕ ОВАЈ ХРАМ РОЖДЕСТВА СВЕТЕ БОГОРОДИЦЕ А ОСВЕЋЕНА ЈЕ ЕПИСКОПОМ НИШКИМ ПРОСВЕЋЕНИМ Г. НИКАНОРОМ ГОДИНЕ 1906 МЕСЕЦА АВГУСТА ДАНА 23 А ЗА ВЛАДЕ Њ. В. КРАЉА СРБИЈЕ ПЕТРА ПРВОГ“.
От 2003 година църквата е цялостно обновена - фасада, покривна конструкция, дренаж, и на юг е изградена кръщелня с иконостас.

## Описание
В 1872 – 1874 година 62-те иконостасни икони са изработени от двамата дебърски майстори Вено Костов и Зафир Василков. заедно с калугер Нешо. Стенописите са от 1909 година.
На югозапад от храма има зидана кавбанария издигната на мястото на стара дървена. Камбанарията е осветена на 21 септември 1979 година от епископ Дометиан Врански. Надписът на плоча над входа гласи: „ЗВОНАРА РОЖДЕСТВА СВЕТЕ БОГОРОДИЦЕ САГРАЂЕНА 1977. ИНИЦИЈАТИВОМ ЈЕРЕЈА БЛАГОЈА А. ЂОРЂЕВИЋА И ОДБОРА ПЕТРА ДИМИТРИЈЕВИЋА И РАСКА МАНИЋА ИЗ ЦРНОГ ЛУГА, АЛЕКСАНДРА СТОШИЋА И ТРОЈАНА СТАНОЈКОВИЋА ИЗ АЛЕКСАНДРОВЦА, ПЕТРА ТАСИЋА, ВЕЛИМИРА РИСТИЋАИ ВЛАДУ СТОИЛКОВИЋА ИЗ РАТАЈЕ И ДОБРОВОЉНИМ ПРИЛОГОМ СЕЛА РАТАЈА, АЛЕКСАНДРОВЦА, ЦРНОГ ЛУГА И РИСТОВЦА. ОСВЕЋЕНА 21. СЕПТ. 1979. ЕПИСКОПОМ ВРАЊСКИМ Г-ДИНОМ ДОМЕНТИЈАНОМ.“